# 黒目川
黒目川（くろめがわ）は、東京都および埼玉県を流れる一級河川。荒川水系で新河岸川の支流である。

## 地理
東京都東久留米市と東村山市、小平市の境界に位置する小平霊園内の「さいかち窪」に源を発し、東久留米市、埼玉県新座市、朝霞市を流れ朝霞市大字根岸で新河岸川へ合流する。
霞川、不老川、柳瀬川、白子川、石神井川などと並び、かつての古多摩川の名残であるとされている。
岸辺は遊歩道が整備されている部分が多く、ウォーキング、サイクリング、散歩に適している。中沢川との合流付近には妙音沢や市場坂遺跡がある。
源流付近の窪地となっている地形をたどると、かつての源流は小平霊園や西武新宿線を越えて、黒目川は西武拝島線小平駅-萩山駅間の南西まで、支流で最も西を流れる出水川は萩山駅の西南西までたどることができる。

## 名称の由来
古くは、久留米川・来目川・久留目川・来梅川という漢字表記もあるが「クルメ」・「クロメ」という名に、後世の人が当て字として、これらの漢字を使っていた形跡が市史などで見受けられる。源流近くの駅名になっている久米川も同語源とされる。
- 湧水が多いことから「水を汲める」
- 湧水が多いことから「土が黒めの肥沃な地

上記のいずれかが有力であるとされている。またさらに
- 丹羽基二らによると、至る所で豊富に湧き上がる水が沢や湧水地を形成。それらの形成地で、湧き上がってきた水がクルクルと渦巻いていた。かつてはこの渦巻くことを「クルメク」と言っていたことから「クルメ」もしくは「クロメ」と呼ばれるようになったとの考えが示されている。
- かつてこの界隈の農業が不作続きで「久しく米が獲れなかったので、米がたまる（留まる）位になってほしい」との願いが込められ「久留米」と名付けられたとする伝承

事実解明のための調査・研究作業などは進行中であり、今後の研究成果の発表が待たれる。

## 治水
流域はかつて台風による浸水が発生し、新座市の「風水害対策計画」では今でも朝霞市の川越街道付近から新座市の関越自動車道付近まで注意区域と定めている。
昭和期までは蛇行して流れる部分が多かったが、栗原など改修工事により直線化が進んだ。

## 環境
高度経済成長期には、周辺部の宅地化が進行したことにより生活排水が流入し、水質が非常に悪化したが、周辺部の下水道網の整備が進んだことや、元々湧水が多いことなどから、近年は水質が大幅に改善されている。埼玉県内では護岸工事も小規模なものしか行われていないが、逆に親水公園の役を果たし、特に新座市内以北の下流では釣り客が多いようである。付近も住宅が密集していないので武蔵野ののどかな風景が残っている。

## 流域の自治体
東京都
東久留米市
埼玉県
新座市、朝霞市

## 支流など
下流より記載
- 妙音沢

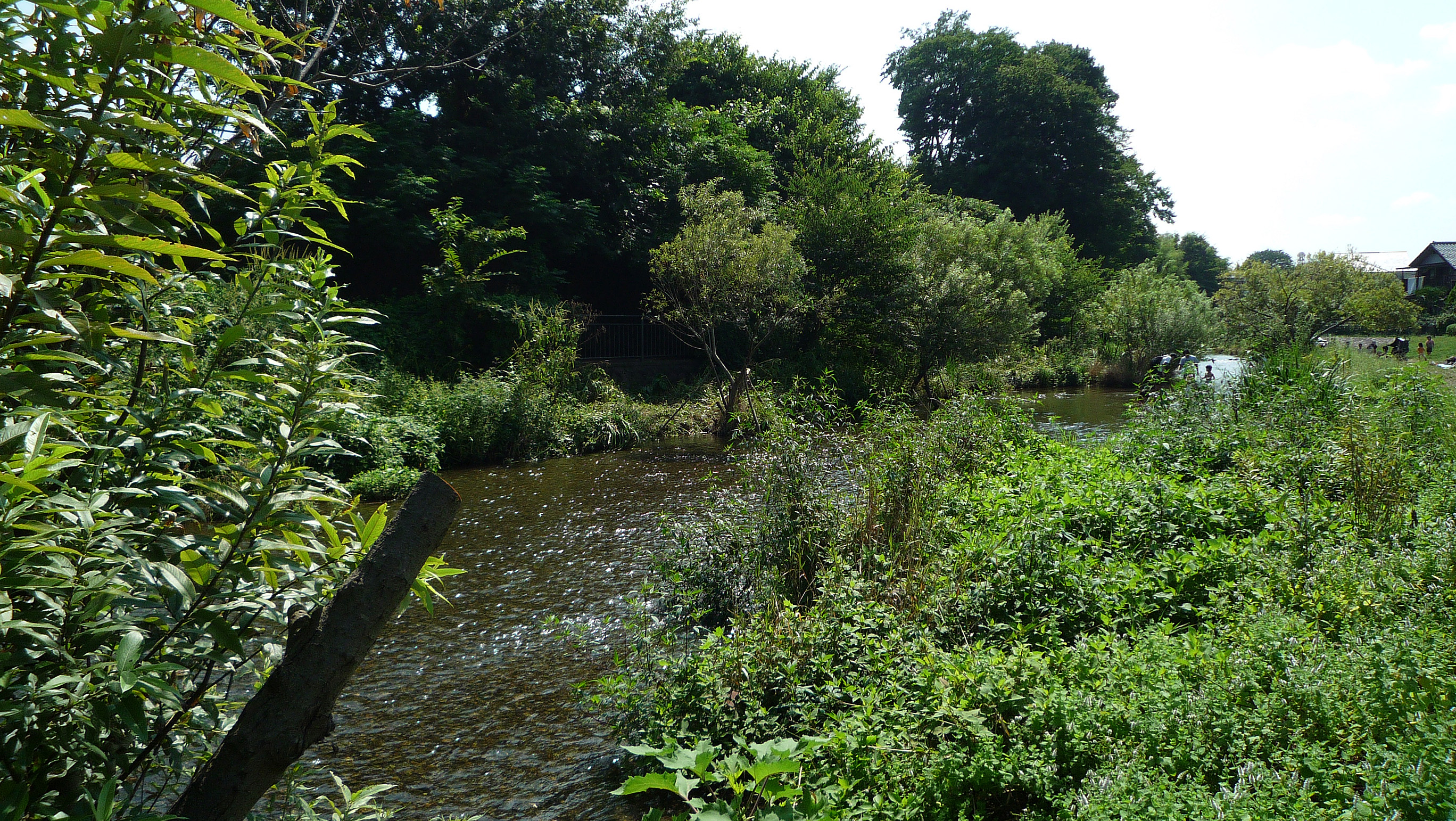
黒目川の支流・落合川。日量1万トンとも言われる湧水を受け、川遊びをする子どもたちの姿が絶えない。

- 中沢川（中沢第一・第二雨水幹線） - 武野神社境内、その北西の野寺園（釣り堀・廃止）、北東の野寺親水公園の湧水などを合わせ流れる。暗渠化された部分も多い。新座高校の地下を流れ妙音沢付近で合流する。
- 中溝川 - 東久留米市立神宝(しんほう)小学校を水源とし、石神三丁目緑地付近で黒目川の北へ蛇行していた旧流路に合流していたが、黒目川の新流路ができてからは旧流路の蛇行部分を流れ前通り橋付近で合流する。
- 落合川
- 楊柳川（小平排水） - 東久留米市八幡町付近から流れる。1990年代に暗渠となり遊歩道化された。かつては東久留米市幸町 1丁目8（幸町アパート）付近で黒目川の旧流路に合流していたが、黒目川の新流路ができてからは、旧流路の一部を逆流するように楊柳川となっている。そのため旧合流点付近で向きが西に変わるようになった。
- 西妻川 - 白山公園の湧水を水源として流れ、下里本邑通りから暗渠となり本邑橋付近で合流する。
- 出水川 - 小平霊園西端の新青梅街道付近から流路が現れる。東久留米卸売市場から暗渠となり遊歩道化されており東久留米市本村小学校付近で合流する。
- さいかち窪 - 黒目川の現在の源頭部。都営小平霊園内の窪地。

## 橋梁
下流より記載
- 東橋（東(あずま)通り）

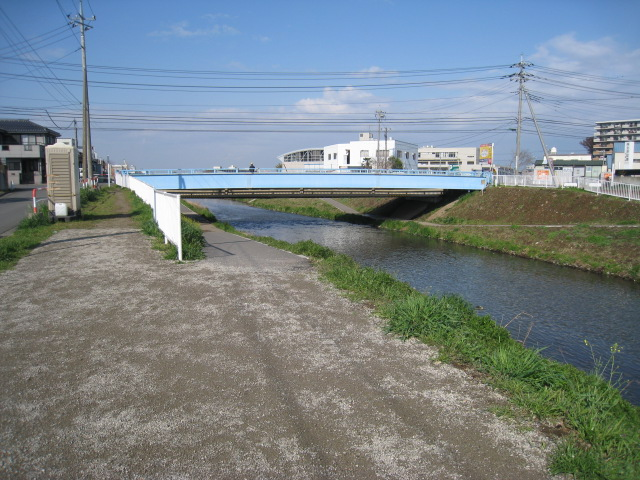
泉橋

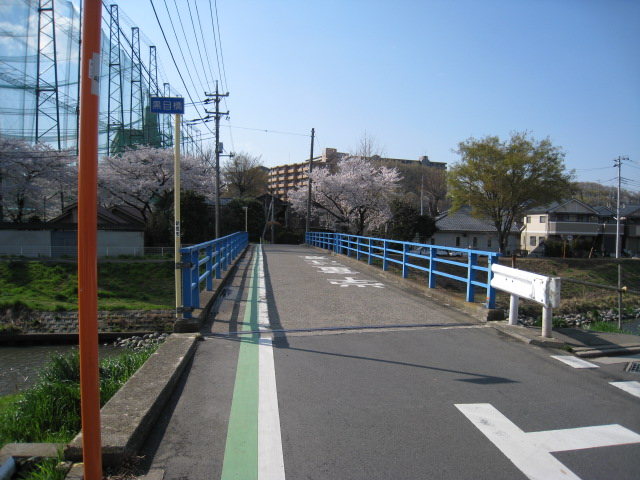
黒目橋

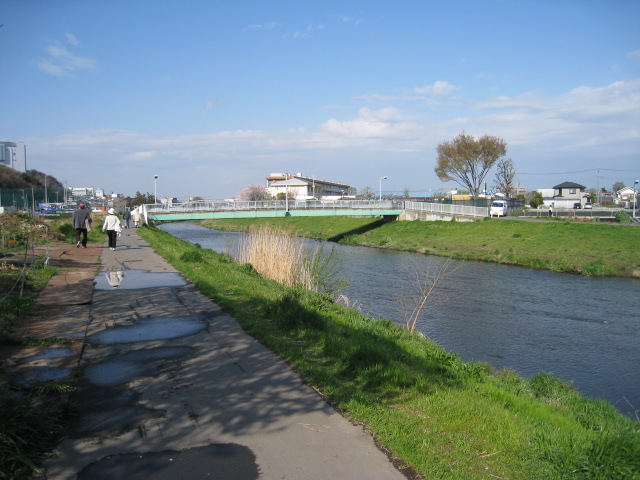
溝沼黒目橋

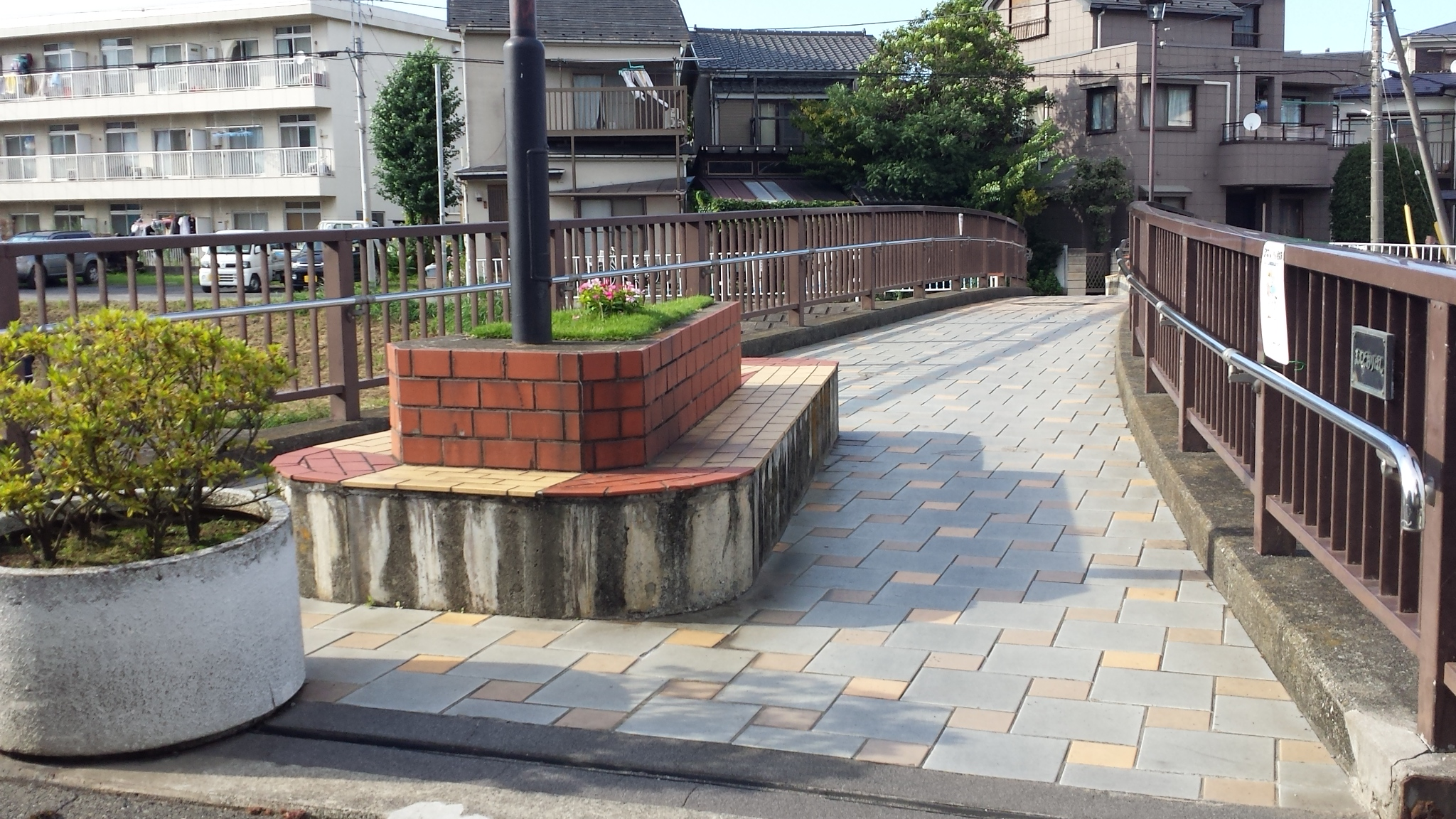
前通り橋

- 笹橋（埼玉県道79号朝霞蕨線・朝霞秋が瀬通り）
- 花ノ木橋（城山通り）
- 岡橋（埼玉県道112号和光志木線・中央通り）
- 水道橋
- 浜崎黒目橋（歩行者専用）
- 東武東上線
- 東林橋
- 新高橋（二本松通り）
- 溝沼池田橋（歩行者専用）
- 溝沼黒目橋（歩行者専用）
- （水管橋）
- 泉橋
- 黒目橋（膝折町）
- 黒目川橋（埼玉県道109号新座和光線・川越街道旧道）
- 大橋（川越街道旧道）
- 新座大橋（国道254号・川越街道バイパス）
- 千代田橋（畑中公民館通り）
- 山川橋
- (旧)市場坂橋
- 市場坂橋（市場坂通り）
- 大橋（埼玉県道36号保谷志木線・片山県道）
- 関越自動車道
- 樋の橋
- 堀ノ内橋（産業道路）
- 馬喰橋（馬喰橋通り）
- 貝沼橋（石神緑地通り）
- 石神橋（歩行者専用）
- 前通り橋（歩行者専用）
- 栗原橋
- 神宝大橋（東京都道・埼玉県道24号練馬所沢線）
- 黒目橋（神宝町、歩行者専用）
- 昭和橋（昭和新道）
- 神山大橋（東京都道125号東久留米停車場線・浄牧院通り）東久留米市　門前大橋
- 平和橋（歩行者専用）
- 門前大橋歩道橋（歩行者専用）
- 大橋（門前大橋通り）
- 稲荷橋（歩行者専用）
- 弁天掘橋（氷川台通り）
- 西武池袋線
- 下田橋（歩行者専用）
- 新大橋（大円寺通り）
- 曲橋
- 幸橋（歩行者専用）
- 中橋（小山通り）
- 坂本橋（歩行者専用）
- 落馬橋（東久留米総合高校通り）

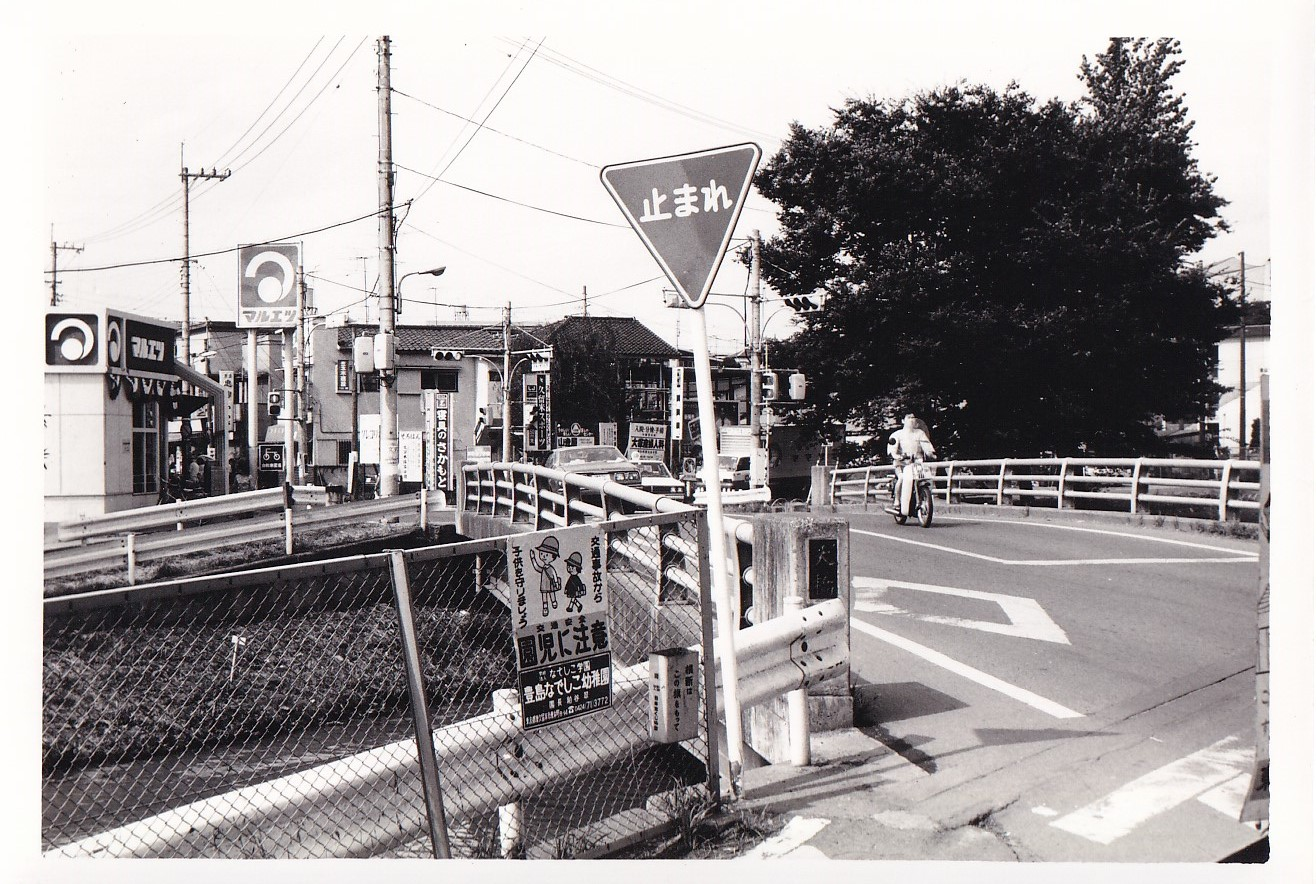
東久留米市　門前大橋

- 上落馬橋（東京都道15号府中清瀬線・小金井街道）
- よしきり橋
- 降馬橋（降馬通り）
- 本邑橋
- 平成橋（東京都道15号府中清瀬線の支線・新小金井街道）
- 都大橋（下里本邑通り）
- 都橋（東京都道4号東京所沢線・所沢街道）
- 無名橋
- 氷川橋（氷川神社参道）
- 無名橋（歩行者専用）
- 無名橋（歩行者専用）
- 宮裏橋（東京都道4号東京所沢線の支線・新所沢街道）
- 無名橋（歩行者専用）
- ふれあい橋（歩行者専用）
- 無名橋
- さくら橋（歩行者専用）
- 柳橋（運動公園通り）
- 来梅橋（東京都道129号東村山東久留米線）
- 十小みらい橋（歩行者専用）
- 三方橋
- 天神橋（旧東村山東久留米線）
- 長福橋
- 越処橋

## 生物
鳥類はイソシギ、カモ、カモメ、川鵜、カワセミ、サギ、コサギ、ゴイサギ、魚類はアブラハヤ、鮎、ウキゴリ、カワムツ、オイカワ、鯉、鯰、マハゼ、メダカ、ウグイ、ボラ、鮒などが生息しており、哺乳類はコウモリがいる。

## 流域の観光地
- 落合川と南沢湧水群 - 平成20年に環境省から『平成の名水百選』に選定された（東京都内で百選に選定された湧水は当所のみ）。1日の湧水量は約1万トンであり、『東京の名湧水57選』としても選定されている。

2010年12月17日には、国土交通省、環境省などが後援で『湧水保全フォーラム全国大会 in ひがしくるめ』が開催され、臨席した秋篠宮文仁親王が「落合川と南沢湧水群」と立野川（自由学園内）を視察した。
- 妙音沢 - 平成20年に環境省から『平成の名水百選』に選定された。湧水量は毎分約1トンにもなる。
- 竹林公園 - 昭和57年に『新東京百景』として選定された竹林、平成15年に東京都環境局から『東京の名湧水57選』に選定された湧水源がある。
- 黒目川天神社 - 平成15年に東京都環境局から『東京の名湧水57選』に選定された湧水源がある。
- 小山台遺跡公園 - 西武池袋線と交差する付近の丘の東南の斜面にある遺跡公園。縄文時代中期（約5000年前）の竪穴建物跡が検出されている[2]。